# Kana anomala
Kana anomala är en insektsart som beskrevs av Baker 1923. Kana anomala ingår i släktet Kana och familjen dvärgstritar. Inga underarter finns listade i Catalogue of Life.